# Kestert
Kestert est une municipalité du Verbandsgemeinde Loreley, dans l'arrondissement de Rhin-Lahn, en Rhénanie-Palatinat, dans l'ouest de l'Allemagne.

## Personnalités liées
- Manfred Schneider, compositeur allemand, y est né en 1953